# Eremocrinum albomarginatum
Eremocrinum albomarginatum là một loài thực vật có hoa trong họ Măng tây. Loài này được (M.E.Jones) M.E.Jones mô tả khoa học đầu tiên năm 1893.